# Livro de Abramelin
O Livro de Abramélin (ou O Livro da Magia Sacra de Abramélin, o Mago) é um obscuro tratado de magia escrito por volta do ano 1600, cuja autoria é atribuída a um mago e taumaturgo egípcio chamado Abramélin (ou Abra-Mélin).

## Resumo da obra
O livro descreve um procedimento ritual pelo qual um aspirante espiritual poderia invocar e unir-se com o seu santo anjo da guarda, ou Sagrado Anjo Guardião (S.A.G.), considerado a própria Voz de Deus dentro do indivíduo.
Uma vez obtida a cooperação do Santo Anjo da Guarda, o aspirante poderia passar a controlar todos os espíritos da natureza e infernais. Por outro lado, caso cometa alguma falha ao executar essa magia, ele poderia tornar-se insano.
Acredita-se tenha sido essa obra a principal responsável pela disseminação do conceito de anjos da guarda em nível popular, exercendo tremenda influência no hermetismo, no rosacrucianismo e no neo-paganismo.
O Livro de Abramélin é dividido em três livros menores.
O primeiro é a autobiografia de um místico chamado Abraão, o Judeu, que procurava a verdadeira e santa sabedoria, mas acumula várias decepções em sua busca. Ele aprende várias formas de magia, mas as acha apáticas, e os seus praticantes menos do que arrogavam ser. Quando estava quase desistindo, Abraão encontra um sábio egípcio chamado Abramélin, que concorda em lhe ensinar o que chamava de magia sacra.
O segundo livro é composto pelas instruções para a magia sacra que Abraão reivindica ter copiado à mão do original de Abramélin. Contem também advertências contra o uso de qualquer outro grimório, sigilos ou nomes bárbaros deprecatórios, e relaciona uma alternativa maravilhosa para o sistema de horas mágicas salomônicas, em detalhes.
O terço final do livro é uma coleção de talismãs, formados por kameas (quadrados mágicos), aos quais os príncipes e espíritos demoníacos têm que jurar se submeter. Cada talismã pode ser usado para obrigar um espírito a executar uma tarefa, de maneira muito semelhante ao que é receitado nas Chaves de Salomão.
Um dos talismãs ensinados no livro é este quadrado de letras, que se tornou conhecido pelo nome de Talismã de Abramélin:
O B U F O
L U A U L
O F U B O
R O L O R
O uso correto desse talismã seria capaz de operar maravilhas como, por exemplo, permitir ao usuário transformar-se em corvo.
O tratado e a magia sacra de Abramélin foram estudados por ocultistas modernos, como MacGregor Mathers, Aleister Crowley e Dion Fortune, e todos estes mencionados são unânimes em sustentar que o "anjo da guarda" mencionado pelo taumaturgo não deve ser compreendido como uma entidade com personalidade própria, mas como a capa mais profunda do subsconsciente, o ego definitivo, a parte mais autêntica do "eu" (self) de uma pessoa que, paradoxalmente, participa também da natureza divina.